# 堀友理子
堀 友理子（ほり ゆりこ、1984年5月6日 - ）は、FIRST AGENT所属のフリーアナウンサーで、元朝日放送（ABC）アナウンサー。朝日放送時代の愛称は「堀ちゃん」。かつてはセント・フォース、オフィス北野に所属していた。

## 来歴
静岡県静岡市出身。血液型はA型。視力は両眼ともに2.0。高校時代には、陸上部で長距離走の選手として活躍した。また、青山学院大学の学生時代には圭三プロダクションに所属。テレビ朝日アスク女子大生キャスターとして、『News Access』（BS朝日）に出演していた。
青山学院大学卒業後の2007年に、アナウンサーとして朝日放送に入社。同期入社のアナウンサーに、竹野康治郎（2009年4月にスポーツ部へ異動）がいる。ちなみに、讀賣テレビ放送アナウンサーの吉田奈央とは、学生時代からの友人である。
2012年夏に朝日放送を退社。活動の拠点を東京へ移すとともにセント・フォースへ所属。
2014年3月末でセント・フォースを退社。同年5月よりオフィス北野所属となった。
2018年春頃オフィス北野を退社し、産休（後述）を経て2019年9月から生島企画室（現・FIRST AGENT）に所属したことを自身のブログで報告。
趣味はホットヨガで、特技は書道・卓球。朝日放送アナウンサー時代に野球関連の番組（後述）を担当したことから、現在では野球のスコアブックに記録を付けられるという。また、ジュニア野菜ソムリエのライセンス、2018年1月にはフードアナリスト4級を取得している。

## 人物・エピソード

### 朝日放送アナウンサー時代
朝日放送での番組デビューは、2007年6月28日昼の同局のラジオ（以下、ABCラジオ）『ABC朝日ニュース』。2007年10月14日に大阪・御堂筋で開催された御堂筋パレードでは、同局のテレビ（以下、ABCテレビ）の企画で、未経験のベリーダンスに挑戦。実際にパレードで披露した。
2008年1月から『虎バン』へのレギュラー出演を始めたことを機に、阪神タイガース関連の番組で取材や進行を担当。『虎バン』については、2010年12月放送の『マンスリー虎バン』（同番組のプロ野球オフシーズン版）まで、3年間にわたって（取材リポーター兼任で）ナビゲーターを務めた。また、2010年度のプロ野球シーズンまでは、阪神甲子園球場や京セラドーム大阪からの阪神戦中継限定で『スーパーベースボール・虎バン主義』にベンチリポーターとして出演していた。
2009年8月2日には、『虎バン』の企画の一環として、阪神タイガース対読売ジャイアンツ戦（阪神甲子園球場）の始球式に登場。その模様は、当日の『ABCフレッシュアップベースボール』と、同年8月9日の『虎バン』で放送された。さらに、2010年3月28日の阪神タイガース対横浜ベイスターズ戦（京セラドーム大阪）で、再び始球式に臨んでいる。
ABCテレビで2008年2月15日に放送された『探偵!ナイトスクープ』に、「麺をすすれない女子アナ」としてVTR出演している。堀の新人教育を担当していた三代澤康司からの依頼で、同番組の探偵役・石田靖などと特訓を積んだ結果、（放送上）麺をすすれるようになった。この出演を機に、同年6月6日放送（ABCテレビでの放送日）の同番組では、病気で休んだ秘書役・岡部まりの代理（秘書代行）として公開収録に登場。さらに、同番組の放送20周年を記念した特別番組『探偵!ナイトスクープ リターンズ』では、三代澤とともにナビゲーターを務めた。
2008年4月1日からは、ABCラジオの生放送番組『全力投球!!妹尾和夫です』の火曜日担当中継リポーターとして出演していた。2009年7月6日に始まった後継番組の『ドッキリ!ハッキリ!三代澤康司です』でも、2010年3月30日放送分までは、同曜日で引き続き中継を担当していた。なお、2011年5月からは、ABCテレビ『せのぶら!』で妹尾和夫と再び共演している。
2009年4月からは、ABCテレビの『クイズ!紳助くん』で7代目のアシスタントを担当。朝日放送のアナウンサーからは初めての起用で、2011年8月の番組終了まで出演した。また、同年3月からスポーツキャスターとして出演を始めた『NEWSゆう+』では、2010年4月2日の放送から1年間『ぐるりん瀬戸内』（金曜日の内包コーナー、瀬戸内海沿岸地域のテレビ朝日系列局にも同時ネット）のメインキャスターも担当。同年6月までは一時、同局制作の『朝だ!生です旅サラダ』（テレビ朝日系全国ネットの生放送番組）で不定期に実施される近畿地方・徳島県からの生中継に、リポーターとして出演していた。
2011年7月1日からは、同局のアナウンサーとしては久し振りに、ABCラジオの『ミューパラアグレッシブ』でパーソナリティを担当。同年9月30日に『NEWSゆう+』が終了するまでは、金曜日に両方の生放送番組に掛け持ちで出演していた。翌10月1日からは、『朝だ!生です旅サラダ』にスタジオレギュラーとして復帰。2012年3月31日まで、金曜夜の『ミューパラアグレッシブ』と掛け持ちで担当していた。
2012年6月29日に、同局のアナウンサーページ「アナアナ」および『ミューパラアグレッシブ』において、同年夏で朝日放送を退社することを発表。同日で最終回を迎えた『ミューパラアグレッシブ』が、朝日放送アナウンサーとしての最後の出演になった。前述の発表では、退社後もフリーランスの立場で、アナウンサーとしての活動を続ける意向を示していた。

### フリーアナウンサーへの転身後
セント・フォースに所属していた時期は、主に報道番組に出演していた。2012年10月1日から2013年3月29日までは、『TOKYO MX NEWS』（TOKYO MX）の平日18時台で、中谷隆宏とともにキャスターを務めていた。
2013年4月4日からは、NHK総合テレビの全国向け情報番組『情報まるごと』で、實石あづさ（新潟放送出身のNHK契約キャスター）と交互に隔週でサブキャスターを担当。同番組に出演しない週には、NHK BS1で『NHK BSニュース』『BS列島ニュース』のキャスターを務めた。
2015年6月29日より2016年9月30日まで、テレビ静岡にて『情報ワイド てっぺん静岡』の司会を高橋正純とともに務めた。
2015年11月22日、4歳年上の一般男性と結婚。2018年7月13日、3030gの女児を出産した。

## 出演番組

### 朝日放送時代

#### テレビ
- おはよう朝日です（2007年6月28日、新人アナウンサー紹介）
- ムーブ! 「ムーブの疑問」（不定期）VTRリポーター
- 御堂筋パレードリレー中継（2007年10月）
- 速報!甲子園への道（2008年）関西ローカルパートのリポーター
- ドリームサポーター アスリートの夢叶えますSP2008（2008年2月3日放送）アシスタント
  - ABCテレビが2006年から2008年に、年1回制作していたスポーツバラエティ番組。
- 探偵!ナイトスクープ（ABCテレビ、2008年6月6日放送）秘書代行
- 探偵!ナイトスクープリターンズ（ABCテレビ、2008年6月27日・7月4日・10月4日・10月11日・10月18日・10月25日）
  - 同番組で過去に評判の高かった回を再構成。堀と三代澤はオープニングとエンディングのみ登場。
- 関西インフォメーション（2007年度・2008年度、全関西ケーブルテレビジョン制作・関西圏の一部ケーブルテレビ局で放送）
- ぐるりん瀬戸内（『NEWSゆう+』金曜日内、2010年4月2日から2011年3月25日）メインキャスター＝近畿地方担当
  - 乾麻梨子の後任として、2代目のキャスターに起用。同時に、『NEWSゆう+』金曜日18時台のサブキャスターを引き継いだ。
- クイズ!紳助くん（2009年4月から2011年8月）
  - 司会の島田紳助の芸能界引退を機に放送を終了したため、結果として同番組最後のアシスタントになった。
- NEWSゆう+（番組開始から終了まで出演、終了時点では水〜金曜スポーツ兼天気担当キャスター）
  - スポーツコーナーの「ゆうスポーツ」は、2009年3月の開始当初は金曜のみ、2009年11月から水曜にも出演、2010年4月からは月曜にも出演。2010年9月から半年間は、火曜日17時台の経済情報コーナー「堀浩司の根ホリ葉ホリ」で進行と取材を担当していた。
- 全国高校野球選手権大会中継・甲子園スタジオ担当（2008年から2010年）
- ホップ!ステップ!シャンプー!（2011年10月から2012年3月、ナレーター）
- 朝だ!生です旅サラダ（2011年10月から2012年3月、進行）
  - 2011年6月まで近畿地方・徳島県担当の中継リポーター。『ミューパラアグレッシブ』への出演開始を機に一時降板したが、同年10月からスタジオレギュラーとして復帰。
- せのぶら!（2011年5月から2012年6月）
  - 小寺右子の産休を機に、小寺が務めていたナレーターと通販コーナー「せのぶら本舗」のアシスタントを担当。
- ABC NEWS（不定期）

以下の番組は朝日放送制作・テレビ朝日系全国ネットの特別番組で、いずれも進行アシスタントとして出演。
- 芸能人格付けチェック!これぞ真の一流品だ!2012お正月スペシャル（2012年1月1日・第9弾大予選会・「モーニングバード!」に出演しているマダム赤江の代役）
- むちゃぶりカジノ（2012年1月2日）

以下の番組では、2011年度から、堀の後任を角野友紀が務めている。
- 虎バン（2008年1月から2010年12月）ナビゲーター
- スーパーベースボール・虎バン主義（2008年から2010年）ベンチリポーター
  - ABCテレビの制作でサンテレビボックス席日曜ナイターを放送する場合にも、ベンチリポーターとして登場していた。

#### ラジオ
- 全力投球!!妹尾和夫です（2008年4月1日から2009年6月30日）火曜リポーター
- ドッキリ!ハッキリ!三代澤康司です（2009年7月7日から2010年3月30日）火曜リポーター
- おはようパーソナリティ道上洋三です （2008年7月31日および8月1日）
  - 道上と当時のアシスタント・秋吉英美の夏期休暇中に浦川泰幸と共に代演。
- ニュース探偵局（2009年10月から2010年1月2日）進行役として不定期で出演
- 和沙哲郎と堀友理子のお父さん講座2009（2009年12月26日の『土曜スペシャル』で放送）
  - 「お父さん世代」の和沙哲郎に対して、2009年に流行した現象を紹介する役回りで出演。
- ミューパラ アグレッシブ（2011年7月1日から2012年6月29日）パーソナリティ
- ABC朝日ニュース（不定期）

Web
- Sportiva公式サイト内「スポアナ アスリートリポート」（集英社が刊行するスポーツ雑誌）
  - 『虎バン』へ出演していた時期に、枡田絵理奈（当時TBSアナウンサー）と交互にコラムを執筆していた。

### フリー転身後
- TOKYO MX NEWS（TOKYO MX）（2012年10月1日から2013年3月29日、平日18時台キャスター）
- 中西哲生のクロノス （TOKYO FM、2012年10月22日から10月26日）-　本来のアシスタントで、セント・フォースの同僚高橋万里恵の代役として出演
- 情報まるごと（NHK総合テレビ　2013年4月4日 - 2014年3月20日）
- NHK BSニュース（NHK BS1、2013年4月5日 - 2014年3月31日）
- BS列島ニュース（NHK BS1、2013年4月9日 - 2014年3月20日）
- 情報ワイド てっぺん静岡（テレビ静岡、2015年6月29日 - 2016年9月30日）
- 福澤朗の本であそぶ。（BSJapanext、2022年3月30日 - ）